# Липник (Илијаш)
Липник је насељено место у Босни и Херцеговини, у општини Илијаш, које административно припада Федерацији Босне и Херцеговине. Према попису становништва из 2013. у насељу је живело свега 11 становника.

## Становништво
По последњем службеном попису становништва из 1991. године, у насељу Липник живела су живела 64 становника. Сви становници су били Муслимани. Муслимани се данас углавном изјашњавају као Бошњаци.